# زجاجي العين الأناضولي
زجاجي العين الأناضولي أو قُراد الجِمال الأناضولي (الاسم العلمي: Hyalomma anatolicum) هو نوع من العنكبوتيات يتبع جنس زجاجي العين من فصيلة اللبوديات الصلبة.